# International Society of Chemotherapy
Die International Society of Antimicrobial Chemotherapy, abgekürzt ISAC (bis 2017: International Society of Chemotherapy – Infection and Cancer, abgekürzt ISC), ist eine wissenschaftliche Organisation, die sich mit allen Fragen der Behandlung von Infektionen und Krebs befasst.
Die Gesellschaft hat 22 Arbeitsgruppen (Stand 2021), die sich überwiegend mit mikrobiologischen und infektiologischen Fragestellungen beschäftigen.

## Organisation
ISAC hat ihren Sitz in Großbritannien, ist dort registriert als PLC und hat den Status einer Charity Commission. In der ISAC sind 86 nationale und regionale wissenschaftliche Gesellschaften Mitglied, die insgesamt über 50.000 individuelle Mitglieder haben.
ISAC fungiert als Dachorganisation. Mitglieder aus Deutschland sind z. B. die Paul-Ehrlich-Gesellschaft für Infektionstherapie e.V., die Deutsche Gesellschaft für Infektiologie (DGI) und Weitere.

## Historie
Die Gesellschaft wurde 1961 anlässlich des zweiten International Symposium of Chemotherapy in Neapel gegründet und 1963 bei einem Treffen in Stuttgart als International Congress of Chemotherapy (ICC) geführt. Die Teilnahme bei diesem Kongress regte teilnehmende Ärzte aus Deutschland, Österreich und der Schweiz dazu an, eine deutschsprachige Gesellschaft für Chemotherapie zu begründen. Aus dieser Gruppe um den Leiter des Mikrobiologischen Instituts der Bayer AG, Albert Walter, der auf dem Kongress zum Vizepräsidenten der internationalen Gesellschaft berufen worden war, ging vier Jahre später die Paul-Ehrlich-Gesellschaft für Chemotherapie hervor. Die deutschsprachige Gesellschaft ist inzwischen zu Paul-Ehrlich-Gesellschaft für Infektionstherapie umbenannt worden.
Das Jahr 2021 markiert das 100-Jährige bestehen der ISAC, welche ursprünglich auf einer Gründungsidee von Professor Helmut-Paul Kuemmerle basiert.

## Kongresse
Alle zwei Jahre (in ungeraden Jahren) wird der International Congress of Chemotherapy (ICC) organisiert.

## Fachzeitschriften
ISAC gibt zusammen mit dem Wissenschaftsverlag Elsevier zwei Fachzeitschriften heraus:
- International Journal of Antimicrobial Agents, gegründet 1991[13]
- Journal of Global Antimicrobial Resistance, gegründet 2013[14]

## Auszeichnungen
ISAC vergibt mehrere Auszeichnungen, darunter die Höchste, den Hamao Umezawa Memorial Award, der 1979 gestiftet wurde und 1986 nach dem japanischen Mikrobiologen Hamao Umezawa benannt wurde, als Auszeichnung für herausragende Beiträge auf dem Gebiet der Chemotherapie. Mit der Auszeichnung wird ein Preisgeld in Höhe von 10.000 Schweizer Franken vergeben.